# Andrea Smith
Andrea Herrero Zubiaurre (Cabezón de la Sal), mejor conocida en el mundo literario como Andrea Smith, es una escritora española de narrativa juvenil.

## Biografía
Andrea Herrero Zubiaurre nació en Cabezón de la Sal, Cantabria. 
Su carrera como escritora comenzó bastante pronto, pues con nueve años ganó un concurso de cuentos de Navidad organizado por el ayuntamiento. A finales de 2014, Andrea se unió a la plataforma de Wattpad, en la que comenzó a escribir sus primeras novelas, como Mi Plan D, que más tarde sería publicada en 2017 por la editora Plataforma Neo, sello juvenil de Plataforma Editorial.
Andrea ha utilizado la plataforma de Wattpad para lanzarse al mundo editorial, y en ella comparte con sus lectoras sus inquietudes sobre las historias de los personajes. Tras mucho esforzarse, ha conseguido un reconocimiento que le ha llevado a firmar ejemplares en ferias del libro y librerías de España, e, incluso, de México y Ecuador.
Además, es graduada en Magisterio de Educación Primaria por la Universidad de Cantabria, de lo cual está trabajando actualmente a la vez que sigue escribiendo y publicando.

## Obras

### Mi plan D
Publicada en enero de 2017 por Plataforma Neo, cuenta la historia de Kenzie Sullivan, una chica que hace listas para organizar su vida: las comidas de la semana, los libros que quiere leer, la ropa que se pondrá, etc. Y, por supuesto, también tiene una con los nombres de los chicos que le gustan: desde su amor platónico, con quien ni siquiera se atreve a hablar; pasando por su mejor amigo, del que está secretamente enamorada; hasta su peor enemigo, el chico con el que no saldría nunca.
Pero un día alguien le roba su lista y la reparte por todo el instituto. Como consecuencia, Kenzie debe aprender a hacer frente a los problemas. Por el camino descubre que la vida no puede controlarse y que las cosas verdaderamente importantes suceden cuando nos dejamos llevar.

### ¡Eh, soy Les!
Publicada en febrero de 2018 por Plataforma Neo, cuenta la historia de Leslie Sullivan, una adolescente a la que mandan todo un verano a casa de su padre, lejos de sus amigos, con la mujer de este y sus horribles hermanastros, temiéndose que ese verano va a ser el peor de su vida. Leslie detesta a los «horrigemenes», pero eso no quita que uno de ellos le diera su primer beso, y que ahora el otro vaya a ser su profesor particular de matemáticas. Les tiene que sobrevivir al verano como sea, por eso prepara una lista de reglas que tiene que cumplir para evitar un desastre monumental. Sin embargo, rompe la más importante: no enamorarse.

### Mi único plan
Publicada en septiembre de 2018 por Plataforma Neo, nos cuenta la segunda parte de la historia de Kenzie Sullivan. En esta novela, Kenzie está agobiada porque no sabe cómo encauzar su vida, y justo cuando cree que ya no puede sentirse más perdida, recibe una llamada de su amiga Mel que le da esperanza: un trabajo en Nueva York y un nuevo comienzo. Sin embargo, el drama comienza cuando su nuevo jefe la convoca a su despacho para hablar con ella, y descubre que no es otro que James Smith, su exnovio del instituto. Tras cuatro años separados, Kenzie y James se reencuentran en intentan retomar su amistad, y quién sabe, quizá también algo más.

### Eres real
Publicada en marzo de 2019 por Plataforma Neo, nos cuenta la historia de Lily Sullivan, una joven que confunde a su nuevo compañero de piso con un ladrón y lo deja inconsciente en el salón de su casa. Lily ha comenzado su primer año de universidad, lejos de su hogar, y sueña con convertirse en escritora. Todo va bien hasta que descubre que sus padres guardan un secreto que podría cambiar su vida para siempre. Por si no fuera poco, la relación con su nuevo compañero de piso, Blake, no podría haber empezado peor. A pesar de su primer encuentro desastroso, Lily empieza a sentirse atraída por Blake, de ojos oscuros y sonrisa amable.

### Destino: Londres
Publicada en junio de 2020 por Plataforma Neo, cuenta la historia de Lara, una joven que decide irse a trabajar como au pair en Londres con la familia Evans. Su objetivo es ganar dinero cuidando niños mientras disfruta la experiencia de sumergirse en otra cultura y, de paso, aprender un idioma nuevo. Sin embargo, nada más aterrizar un desconocido la empuja y le rompe el teléfono sin disculparse. La vida en la ciudad es más solitaria de lo que esperaba sin sus amigos y sin su familia. Además, cuidar niños no es tan fácil cómo parece y el desconocido resulta que es el hijo mayor de la familia Evans.
Con esta experiencia, Lara aprende que irse de au pair no es lo que ella pensaba, descubre que la amistad puede nacer en cualquier lugar, que las experiencias se viven mejor en compañía y que quizás no es tarde para darle una segunda oportunidad al amor.

### Amor fingido
Publicada en mayo de 2021 por LaGalera, nos cuenta la historia de Amanda, una adolescente que se pasa toda su vida fingiendo que es feliz, y Nate, un niño mimado que vive en una casa enorme, aunque piensa que no le importa a nadie. Ambos van al mismo instituto y se ven en la obligación de fingir que están saliendo juntos. Sin embargo, poco a poco se dan cuenta de que entre ellos no tienen que fingir ni ser quien todo el mundo piensa que son.

### Odio fingido
Publicada en mayo de 2022 por LaGalera, nos relata la segunda parte de la historia de Amanda y Nate. En esta ocasión ambos tienen que compartir piso tres años después de su ruptura. Amanda lleva una temporada de mala suerte: la quieren echar del piso donde está malviviendo y su sueño de ir a la universidad está más lejos que nunca. Mientras que Nate está estudiando en la ciudad y la universidad de sus sueños; sin embargo, no ha sido capaz de enamorarse de nadie después de estar con Amanda. El destino entonces los junta inesperadamente y ambos tendrán que hacer frente a la nueva situación.

## Premios
Andrea Smith ganó un Premio Watty de la plataforma Wattpad en 2015, con su novela Mi Plan D. Este galardón le ayudó a ganar reconocimiento dentro de la plataforma.